# Creissels
Creissels település Franciaországban, Aveyron megyében. Lakosainak száma 1564 fő (2022. január 1.). Creissels La Bastide-Pradines, Comprégnac, Lapanouse-de-Cernon, Millau és Saint-Georges-de-Luzençon községekkel határos.

## Népesség
A település népessége az elmúlt években az alábbi módon változott:
| Lakosok száma | 936  | 1326 | 1401 | 1487 | 1573 | 1603 | 1591 | 1569 | 1558 | 1564 |
|               | 1968 | 1982 | 1990 | 2006 | 2013 | 2015 | 2017 | 2019 | 2020 | 2022 |